# Chris Brann
Chris Brann (* 25. März 1972 in Atlanta, Georgia, eigentlich Christopher T. Brann) ist ein US-amerikanischer Musikproduzent. Er ist hauptsächlich bekannt als Mitglied von Wamdue Project und Ananda Project.

## Karriere
Chris Brann gründete 1994 zusammen mit DJ Deep C (Chris CLar) und Udoh (Chris Udoh) die Band Wamdue Kids. Das Trio produzierte mithilfe des Detroit-Techno-Produzenten KHand für verschiedene Labels, unter anderem Peacefrog und Studio K7. Im Laufe der Jahre wechselte Combo oftmals den Namen, unter dem Namen Wamdue Project jedoch feierte Brann seinen größten Erfolg mit der Band. Die House-Single King of My Castle wurde zum internationalen Hit und erreichte 1999 sogar Platz eins in den britischen Charts. Zusammen mit Wamdue Project sollte Brann im Jahr 2000 als Best British Newcomer für die BRIT Awards nominiert werden. Weil Chris Brann US-Amerikaner ist, zog die Jury die Nominierung zurück. Im Dezember 2000 äußerte Brann in einem Interview mit MTV, dass er eigentlich kein großer Fan der House-Musik sei. Seine Leidenschaft sei es, Musik für den tiefgründigen Verstand zu produzieren, nicht für den Dancefloor. Er selbst sei großer Fan des Obscure Jazz, den er mit der Organic-Jazz-Band P'taah auch selbst musikalisch umsetzte.

## Diskografie

### Alben
Chris Brann
- 1997 Deep Fall
- 2001 No Room for Form - Volume 01

Wamdue Project
- 1996 Resource Toolbook Volume One
- 1998 Program Yourself
- 1999 Best Of
- 1999 Compendium

Ananda Project
- 2000 Release
- 2001 Re-Release
- 2003 Morning Light
- 2005 Relight
- 2007 Fire Flower
- 2008 Night Blossom
- 2013 Beautiful Searching

Wamdue Kids
- 1996 These Branching Moments
- 1996 Wamdue Works

P'Taah
- 1999 Compressed Light
- 2001 De'compressed
- 2003 Staring at the Sun
- 2011 Perfumed Silence

### Singles
Chris Brann
- 1995 „Detroit vs. Atlanta“
- 1997 „Smuthullet EP“
- 1999 „No Room for Form“
- 2001 „So in Love EP“
- 2003 „No Room for Form EP“
- 2004 „Journey to the Centre“

Wamdue Project
- 1996 „Breakdown/In Love with You“
- 1996 „Get High on the Music“
- 1996 „The Deep EP“
- 1997 „King of My Castle“, mit Gaelle Adisson
- 1998 „Program Yourself EP“
- 1998 „Where Do We Go“
- 1998 „You're the Reason“, mit Victoria Frigerio
- 2000 „King of My Castle (2000 Remixes)“, mit Gaelle Addison
- 2004 „Home Planet“
- 2006 „Forgiveness“ ft. Jonathan Mendelsohn
- 2007 „Washes over You“, mit Heather Johnson
- 2008 „King of My Castle (2008 Mixes)“
- 2010 „Paths“, mit Jessica Tonder

The Ananda Project
- 1998 „Cascades Of Colour EP“, mit Gaelle Addison
- 1999 „Cascades Of Colour“, mit Gaelle Addison
- 1999 „Straight Magic“
- 2000 „Cascades Of Colour 2000“, mit Gaelle Addison
- 2000 „Glory Glory“, mit Terrance Downs
- 2001 „Bahia/Expand Your Mind“
- 2001 „Falling For You“, mit Terrance Downs
- 2002 „Breaking Down“
- 2002 „Justice, Mercy“
- 2003 „I Hear You Dreaming“, mit Heather Johnson und Terrance Downs
- 2003 „Can You Find The Heart“, mit Nicola Hitchcock
- 2004 „Big Boat/Cascades Of Colour (Remixes)“, mit Terrance Downs und Gaelle Adisson
- 2004 „ICU“
- 2004 „Kiss Kiss Kiss“, mit Heather Johnson und Terrance Downs
- 2004 „Rain Down/Breaking Down“, mit Heather Johnson
- 2005 „Shouldn't Have Left Me“, mit Terrance Shelton
- 2006 „Secrets“, mit Marta Gazman
- 2006 „Suite Dreams“, mit Lydia Rhodes
- 2007 „Into the Sunrise“, mit Terrance Downs
- 2007 „Fireworks/Universal Love“, mit Terrance Downs and Kai Martin
- 2007 „Let Love Fly“, mit Heather Johnson
- 2007 „Free Me/Space And Time“, mit Heidi Levo
- 2007 „Stalk You“
- 2008 „Where The Music Takes You/Stay As You Are“, mit Kai Martin

P'Taah
- 1999 „Compressed Light EP“
- 2000 „No One, No How, Never“
- 2000 „Remixes“
- 2002 „Staring At The Sun“, mit Sylvia Gordon
- 2003 „Become Who You Are/Nobody Knows“
- 2003 „The Oldest Story“, mitTerrance Downs
- 2011 „Perfumed Silence“

Wamdue Kids
- 1995 „Higher EP“
- 1995 „Disaster EP“
- 1995 „I Will EP“
- 1995 „Deep Dreams EP“
- 1995 „This Is What I Live For“
- 1996 „Memory EP“
- 1996 „Memory and Forgetting“
- 1996 „Ohm“
- 1996 „Panic EP“
- 1996 „The Digital Rawhide EP“

Wambonix
- 1997 „Wambonix EP“
- 1997 „When You're Alone“
- 1999 „Deep Down“

Wam Kidz
- 1997 „In Love Again“
- 1999 „CB's Groove“
- 2000 „Maria“

Other aliases
- 2000 „Psychic Driving“, als Feral
- 2000 „Mars Is A Giant Flat For Rent“, als P'tang
- 2000 „Past And Future“, als Santal
- 2001 „Be With You“, als Santal, mit Titus Marshall
- 2002 „Delilah (Be Strong 4 Me)“, als Delilah, mit Heather Johnson
- 2002 „1-2-3 Miami“, als Jackass & Mule, mit Tommie Sunshine
- 2003 „Be Strong 4 Me 2003“, als Delilah, mit Heather Johnson